# Raab Adler
Die Raab Adler war der Entwurf eines Jagdflugzeugs der Raab Flugzeugbau Gesellschaft in Riga aus dem Jahr 1934.

## Entwicklung
Der Entwurf der Raab Adler war vermutlich der erste und einzige bekannt gewordene, vollständige Neuentwurf von Antonius Raab und Georg Nowickis bei der Raab Flugzeugbau Gesellschaft. Möglicherweise entstand dieser Entwurf 1934 als Ergänzung zu den Raab Tigerschwalbe II/IV, die den lettischen und litauischen Luftstreitkräften angeboten wurden.
Bekannt wurde diese Entwicklung aus einem Angebot der Raab Flugzeugbau Gesellschaft Riga an das schwedische Kriegsministerium aus dem Jahr 1935. Hiernach sollte das Jagdflugzeug Raab Adler mit einem 1000-PS-Motor ausgerüstet werden und eine Höchstgeschwindigkeit von 412 km/h erreichen. Das schwedische Kriegsministerium lehnte das Angebot ab.
Weitere Informationen zur Raab Adler sind nicht bekannt.